# Akira Shoji
Akira Shoji (小路晃 Shoji Akira?) (Toyama, 31 de enero de 1974) es un artista marcial mixto y luchador profesional japonés retirado. Shoji es famoso por su extenso trabajo en PRIDE Fighting Championships y HUSTLE.
A pesar de no poseer un récord especialmente victorioso, Shoji fue apodado «Mr. PRIDE» debido a la gran popularidad que recabó entre los fanes por su dedicación y valentía durante las luchas, enfrentándose a varios de los mejores luchadores del momento y destacándose por su habilidad para escapar de la sumisiones de sus oponentes.

## Carrera como artista marcial mixto
Shoji comenzó su carrera en el mundo de las artes marciales practicando judo en la escuela secundaria, donde era compañero de clase de Kazunari Murakami. Su sueño era ser luchador profesional, y por ello entró en contacto con Masashi Aoyagi mientras estudiaba en la universidad Chukyo para conseguir un hueco en Tokyo Pro Wrestling. Poco después, sin embargo, Murakami le persuadió de entrar en el equipo de artes marciales mixtas Wajyutsu Keisyukai, dirigido por Yoshinori Nishi, y a partir de entonces, Shoji se dedicó enteramente a esta disciplina, teniendo su lucha de debut contra Manabu Ohara.

### PRIDE Fighting Championships (1997-2007)
En 1997, Shoji tuvo parte en el evento KRS PRIDE, que más tarde se convertiría en PRIDE Fighting Championships. Durante el evento, que originalmente había sido celebrado para enfrentar al luchador de shoot wrestling Nobuhiko Takada contra el practicante de jiu-jitsu brasileño Rickson Gracie, Shoji se enfrentó a Renzo, el sobrino de Rickson. Aunque Renzo era considerado un oponente muy superior gracias a su experiencia y entrenamiento, Shoji luchó con arrojo y resistió todos los intentos de sumisión del brasileño hasta el final de la lucha, que acabó inesperadamente en empate. Tras el encuentro, Shoji cogió un micrófono y se ganó al público con una espiritosa celebración. En la siguiente edición del evento, Akira sometió a Juan Mott con rapidez y demostró que su esfuerzo contra Gracie no había sido un golpe de suerte, y poco después tendría otra victoria contra el experto en vale tudo Wallid Ismail.
Con el tiempo, Shoji se hizo enormemente popular entre sus compañeros de PRIDE gracias a su espíritu de lucha y tenacidad, llegando a conseguir victorias contra veteranos como Guy Mezger y Ebenezer Fontes Braga. Shoji entrenaba con una intensidad inusual entre evento y evento, y se entregaba a sus combates con no menor pasión; de hecho, hacía testamento antes de cada lucha para el caso (en realidad bastante improbable) de que muriese en ella. Fue apodado "Mr. PRIDE" por los comentaristas, ya que, a pesar de no ser un luchador especialmente exitoso, se convirtió en una figura indispensable en la promoción. Su carrera duró hasta el mismo final de PRIDE, haciendo honor a su apodo.

## Carrera como luchador profesional

### HUSTLE (2008-2009)
En 2008, Shoji comenzó a competir regularmente en HUSTLE para el Monster Army, pero después de tener una discusión con An Jo, Shoji escuchó el consejo de su antiguo amigo, Wataru Sakata, y se unió al HUSTLE Army, ahora bajo su nombre real. En 2009, HUSTLE cerró y Akira fue liberado de su contrato.

### Pro Wrestling ZERO1 (2010)
Tras el cierre de HUSTLE, Shoji realizó algunas apariciones para Pro Wrestling ZERO1, haciendo equipo con su colega de HUSTLE Hajime Ohara. Su última lucha fue en marzo, en la que fue derrotado por Shinjiro Otani.

### SMASH (2010-2011)
Poco después de salir de ZERO1, Akira se unió a varios de los directivos de HUSTLE para crear la empresa SMASH, en la que compitió regularmente hasta principios de 2011, cuando tuvo lugar su ceremonia de retiro.

## En lucha
- Movimientos finales
  - Shoji Payment[2] (Bridging capture suplex)
  - Kurobe no Taiyo[5] (O goshi)
  - Cross Gold[5] (Cross armbar)[2]

- Movimientos de firma
  - Dropkick
  - Roundhouse kick
  - Running knee strike

- Apodos
  - "Mr. PRIDE"[1][3]

## Récord en artes marciales mixtas
| Resultado | Récord  | Oponente              | Método                      | Evento                                                | Fecha                    | Ronda | Tiempo | Localización             |
| --------- | ------- | --------------------- | --------------------------- | ----------------------------------------------------- | ------------------------ | ----- | ------ | ------------------------ |
| Derrota   | 14–17–5 | Kazuo Misaki          | TKO (puñetazos)             | DEE: 53 Impact                                        | 22 de abril de 2011      | 2     | 1:13   | Tokio                    |
| Derrota   | 14–16–5 | Gilbert Yvel          | Sumisión (cross armbar)     | PRIDE 34                                              | 8 de abril de 2007       | 1     | 3:04   | Saitama                  |
| Victoria  | 14–15–5 | Carlos Toyota         | Decisión (mayoría)          | DEEP: clubDEEP Toyama: Barbarian Festival 5           | 19 de noviembre de 2006  | 2     | 5:00   | Toyama                   |
| Derrota   | 13–15–5 | Kyacey Uscola         | TKO (puñetazos)             | KOTC: All Stars                                       | 28 de octubre de 2006    | 2     | 2:23   | Reno, Nevada             |
| Victoria  | 13–14–5 | Todd Medina           | Decisión (unánime)          | KOTC: Rapid Fire                                      | 4 de agosto de 2006      | 3     | 5:00   | San Jacinto, California  |
| Derrota   | 12–14–5 | Kazuo Misaki          | Sumisión (guillotine choke) | DEEP: 23 Impact                                       | 5 de febrero de 2006     | 1     | 2:32   | Tokio                    |
| Derrota   | 12–13–5 | Mark Weir             | TKO (patada alta)           | Cage Rage 14                                          | 12 de marzo de 2005      | 1     | 0:17   | Tokio                    |
| Derrota   | 12–12–5 | Dean Lister           | Sumisión (triangle choke)   | PRIDE Bushido 6                                       | 3 de abril de 2005       | 1     | 3:13   | Yokohama, Kanagawa       |
| Derrota   | 12–11–5 | Paulo Filho           | Decisión (dividida)         | PRIDE Bushido 5                                       | 19 de julio de 2004      | 2     | 5:00   | Nagoya, Aichi            |
| Victoria  | 12–10–5 | Yukio Kawabe          | TKO (puñetazos)             | PRIDE Bushido 3                                       | 23 de mayo de 2004       | 1     | 0:18   | Yokohama, Kanagawa       |
| Derrota   | 11–10–5 | Murilo Rua            | TKO (rodillazo)             | PRIDE Shockwave 2003                                  | 31 de diciembre de 2003  | 1     | 2:24   | Saitama                  |
| Derrota   | 11–9–5  | Mauricio Rua          | TKO (puñetazos)             | PRIDE Bushido 1                                       | 5 de octubre de 2003     | 1     | 3:47   | Saitama                  |
| Victoria  | 11–8–5  | Dustin Denes          | Decisión (unánime)          | Absolute Fighting Championships 4                     | 19 de julio de 2004      | 3     | 5:00   | Fort Lauderdale, Florida |
| Victoria  | 10–8–5  | Alex Stiebling        | Decisión (dividida)         | PRIDE 25                                              | 16 de marzo de 2003      | 3     | 5:00   | Yokohama, Kanagawa       |
| Derrota   | 9–8–5   | Paulo Filho           | Sumisión (cross armbar)     | PRIDE 22                                              | 29 de noviembre de 2002  | 1     | 2:48   | Saitama                  |
| Victoria  | 9–7–5   | David Roberts         | Sumisión (cross armbar)     | KOTC 13: Revolution                                   | 17 de mayo de 2002       | 2     | 4:46   | Reno, Nevada             |
| Derrota   | 8–7–5   | Jeremy Horn           | Decisión (unánime)          | PRIDE 18                                              | 23 de diciembre de 2001  | 3     | 5:00   | Fukuoka                  |
| Derrota   | 8–6–5   | Semmy Schilt          | TKO (puñetazos)             | PRIDE 16                                              | 24 de septiembre de 2001 | 1     | 8:19   | Fukuoka                  |
| Derrota   | 8–5–5   | Dan Henderson         | TKO (puñetazos)             | PRIDE 14                                              | 27 de mayo de 2001       | 3     | 3:18   | Yokohama, Kanagawa       |
| Derrota   | 8–4–5   | Ricardo Almeida       | Decisión (unánime)          | PRIDE 12                                              | 23 de diciembre de 2000  | 2     | 5:00   | Saitama                  |
| Victoria  | 8–3–5   | Herman Renting        | Sumisión (cross armbar)     | PRIDE 10                                              | 31 de octubre de 2000    | 1     | 3:48   | Osaka                    |
| Victoria  | 7–3–5   | John Renken           | Sumisión (cross armbar)     | PRIDE 9                                               | 4 de junio de 2000       | 1     | 6:44   | Osaka                    |
| Derrota   | 6–3–5   | Mark Coleman          | Decisión (unánime)          | PRIDE Grand Prix 2000: Finals                         | 1 de mayo de 2000        | 1     | 15:00  | Tokio                    |
| Victoria  | 6–2–5   | Ebenezer Fontes Braga | Decisión (unánime)          | PRIDE Grand Prix 2000: Opening Round                  | 30 de enero de 2000      | 1     | 15:00  | Tokio                    |
| Empate    | 5–2–5   | Ryushi Yanagisawa     | Empate                      | Pancrase 1998 Anniversary Show                        | 18 de septiembre de 1999 | 1     | 15:00  | Urayasu, Chiba           |
| Victoria  | 5–2–4   | Larry Parker          | Decisión (unánime)          | PRIDE 7                                               | 12 de septiembre de 1999 | 3     | 5:00   | Yokohama, Kanagawa       |
| Victoria  | 4–2–4   | Guy Mezger            | Decisión (dividida)         | PRIDE 6                                               | 4 de julio de 1999       | 3     | 5:00   | Yokohama, Kanagawa       |
| Derrota   | 3–2–4   | Igor Vovchanchyn      | Decisión (unánime)          | PRIDE 5                                               | 29 de abril de 1999      | 2     | 10:00  | Nagoya                   |
| Victoria  | 3–1–4   | Wallid Ismail         | TKO (puñetazos)             | PRIDE 4                                               | 11 de octubre de 1999    | 2     | 1:26   | Tokio                    |
| Empate    | 2–1–4   | Adriano de Souza      | Empate                      | GCM - Vale Tudo                                       | 29 de agosto de 1998     | 3     | 5:00   | Japón                    |
| Empate    | 2–1–3   | Dajiro Matsui         | Empate                      | PRIDE 3                                               | 24 de junio de 1998      | 4     | 10:00  | Tokio                    |
| Victoria  | 2–1–2   | Juan Mott             | Sumisión (rear naked choke) | PRIDE 2                                               | 15 de marzo de 1998      | 1     | 3:47   | Yokohama, Kanagawa       |
| Empate    | 1–1–2   | Renzo Gracie          | Empate                      | PRIDE 1                                               | 11 de octubre de 1997    | 3     | 10:00  | Tokio                    |
| Derrota   | 1–1–1   | Kaichi Tsuji          | Decisión (unánime)          | Lumax Cup: Tournament of J '97 Heavyweight Tournament | 27 de julio de 1997      | 2     | 3:00   | Japón                    |
| Victoria  | 1–0–1   | Vidal Serradilla      | Sumisión (puñetazos)        | JECVTO: Japan Extreme Challenge Vale Tudo Open        | 28 de mayo de 1997       | 1     | 2:16   | Tokio                    |
| Empate    | 0–0–1   | Manabu Ohara          | Empate                      | KP X WK: Koppo vs. Keisyukai                          | 30 de noviembre de 1996  | 1     | 20:00  | Japón                    |